# Jesús Ezquerra
Jesús Ezquerra Muela (Adal, Cantabria, 30 de noviembre de 1990) es un exciclista y director deportivo español. Debutó como profesional en el equipo continental luxemburgués Leopard-Trek Continental Team, filial del RadioShack-Nissan.

## Biografía
Jesús Ezquerra comenzó sus pasos en el ciclismo a la edad de nueve años en el club ciclista colindres. En 2011 fue campeón de Cantabria en ruta sub-23 y ganó la Vuelta a Palencia. Estos resultados le permitieron acabar segundo de la Extreme Cycling cup  Copa de España de Ciclismo.
En octubre de 2024, tras siete temporadas compitiendo con el Burgos-BH, anunció su retirada. Siguió vinculado al equipo ejerciendo de director deportivo.

## Palmarés
2016
- 1 etapa de la Vuelta a Portugal

## Resultados en Grandes Vueltas y Campeonatos del Mundo
| Carrera         | Carrera         | 2012 | 2013 | 2014 | 2015 | 2016 | 2017 | 2018 | 2019  | 2020 | 2021 | 2022 | 2023 | 2024 |
| --------------- | --------------- | ---- | ---- | ---- | ---- | ---- | ---- | ---- | ----- | ---- | ---- | ---- | ---- | ---- |
|                 | Giro de Italia  | —    | —    | —    | —    | —    | —    | —    | —     | —    | —    | —    | —    | —    |
|                 | Tour de Francia | —    | —    | —    | —    | —    | —    | —    | —     | —    | —    | —    | —    | —    |
|                 | Vuelta a España | —    | —    | —    | —    | —    | —    | 98.º | 120.º | 89.º | —    | 68.º | 89.º | —    |
| Mundial en Ruta | Mundial en Ruta | —    | —    | —    | —    | —    | —    | —    | —     | —    | —    | 75.º | Ab.  | —    |

—: no participa

Ab.: abandono

## Equipos
- Leopard-Trek Continental Team (2012-2013)
- ActiveJet Team (2014-2015)
- Sporting-Tavira (2016-2017)
- Burgos-BH (2018-2024)